# Copa de la Pau
La Copa de la Pau és una cursa ciclista italiana que es disputa pels voltants de Santarcangelo di Romagna, Itàlia. La primera edició de la cursa es disputà el 1971, i des del 2005 forma part del calendari de l'UCI Europa Tour.

## Palmarès
| Any  | Vencedor             | Segon                    | Tercer                 |
| ---- | -------------------- | ------------------------ | ---------------------- |
| 1971 | Davide Ruscelli      | Paolo Bernabini          | Pasquale Amadio        |
| 1972 | Mauro Ubaldini       | Mauro Frani              | Marco Sacchini         |
| 1973 | Adriano Zannoni      | Guido Bosi               | Claudio Emaldi         |
| 1974 | Clyde Sefton         | Gilberto Romagnoli       | Claudio Emaldi         |
| 1975 | Alfio Vandi          | Maurizio Bertini         | Giancarlo Turci        |
| 1976 | No disputada         |                          |                        |
| 1977 | Daniele Caroli       | Ercole Borzini           | Mario Ceccaroni        |
| 1978 | Marco Vitali         | Fausto Lambruschi        | Fabrizio Romagnoli     |
| 1979 | Claudio Savini       | Michele Fabbri           | Claudio Toselli        |
| 1980 | Ercole Borghini      | Marco Vitali             | Michele Fabbri         |
| 1981 | Filippo Piersanti    | Stefano Boni             | Davide Cassani         |
| 1982 | Fabio Patuelli       | Piergiorgio Angeli       | Marco Ronchiato        |
| 1983 | Massimo Liverani     | Maurizio Umbri           | Claudio Santi          |
| 1984 | Francesco Rossignoli | Stefano Arlotti          | Valerio Franceschini   |
| 1985 | Stefano Arlotti      | Maurizio Vandelli        | Claudio Umbri          |
| 1986 | Davide Carli         | William Dazzani          | Gabriele Bezzi         |
| 1987 | Davide Carli         | Gianni Pigato            | Stefano Arlotti        |
| 1988 | Andrea Moretti       | Fabiano Fontanelli       | Remo Zauli             |
| 1989 | Davide Negrini       | Gianluca Bordignon       | Alessandro Tassioli    |
| 1990 | Stefano Sartori      | Sergio Girardi           | Gabriele Missaglia     |
| 1991 | Giampaolo Verdi      | Davide Dall'Olio         | Angelo Manghino        |
| 1992 | Filippo Simeoni      | Massimiliano Gentili     | Cristian Gasperoni     |
| 1993 | Davide Dall'Olio     | Dario Frigo              | Oscar Ferrero          |
| 1994 | Giuseppe Tartaggia   | Massimo Giunti           | Robin Torsoli          |
| 1995 | Paolo Savoldelli     | Ivano Zuccotti           | Cristian Gasperoni     |
| 1996 | Gabriele Balducci    | Luca Mazzanti            | Alessandro Spezialetti |
| 1997 | Maurizio Caravaggio  | Michele Colleoni         | Filippo Baldo          |
| 1998 | Paolo Bossoni        | Denis Lunghi             | Valentino China        |
| 1999 | Martin Derganc       | Fabio Bulgarelli         | Dimitry Gainetdinov    |
| 2000 | Ievgueni Petrov      | Dimitry Gainetdinov      | Guido Balbis           |
| 2001 | Guido Balbis         | Andrea Moletta           | Aleksandr Kólobnev     |
| 2002 | Alexandre Bespalov   | Aleksandr Arekéiev       | Daniele Pietropolli    |
| 2003 | Riccardo Riccò       | Massimo Ianetti          | Rosario Ferlito        |
| 2004 | Błażej Janiaczyk     | Alexey Esin              | Micula De Matteis      |
| 2005 | Vassil Kirienka      | Gene Bates               | Davide Bragazzi        |
| 2006 | Alexandre Filippov   | Maurizio Biondo          | Yauhen Sobal           |
| 2007 | Marco Cattaneo       | Marco Da Castagnori      | Alberto Contoli        |
| 2008 | Ben Swift            | Adriano Malori           | Jarosław Marycz        |
| 2009 | Iegor Silin          | Pavel Kochetkov          | Richie Porte           |
| 2010 | Fabio Piscopiello    | Manuele Boaro            | Andrei Nichita         |
| 2011 | Andrei Solomennikov  | Viatcheslav Kouznetsov   | Maksym Averin          |
| 2012 | Ruslan Tleubayev     | Pawel Poljanski          | Enrico Barbin          |
| 2013 | Alessio Taliani      | Graziano Di Luca         | Davide Formolo         |
| 2014 | Luca Ceolan          | Daniel Pearson           | Paolo Totò             |
| 2015 | Simone Velasco       | José Hernández Jaramillo | Aleksander Vlasov      |
| 2016 | Anul·lada            |                          |                        |
| 2017 | Nicola Gaffurini     | Amanuel Gebreigzabhier   | Nicolae Tanovitchii    |
| 2018 | Matteo Sobrero       | Giacomo Garavaglia       | Raul Colombo           |
| 2019 | Georg Zimmermann     | Luca Rastelli            | Filippo Zana           |
| 2020 | suspesa              | suspesa                  | suspesa                |
| 2021 | Daan Hoole           | Stan Van Tricht          | Federico Guzzo         |
| 2022 | Federico Guzzo       | Pierre-Pascal Keup       | Walter Calzoni         |
| 2023 | Matteo Scalco        | Tommaso Bergagna         | Artem Shmidt           |